# Drosselflöter

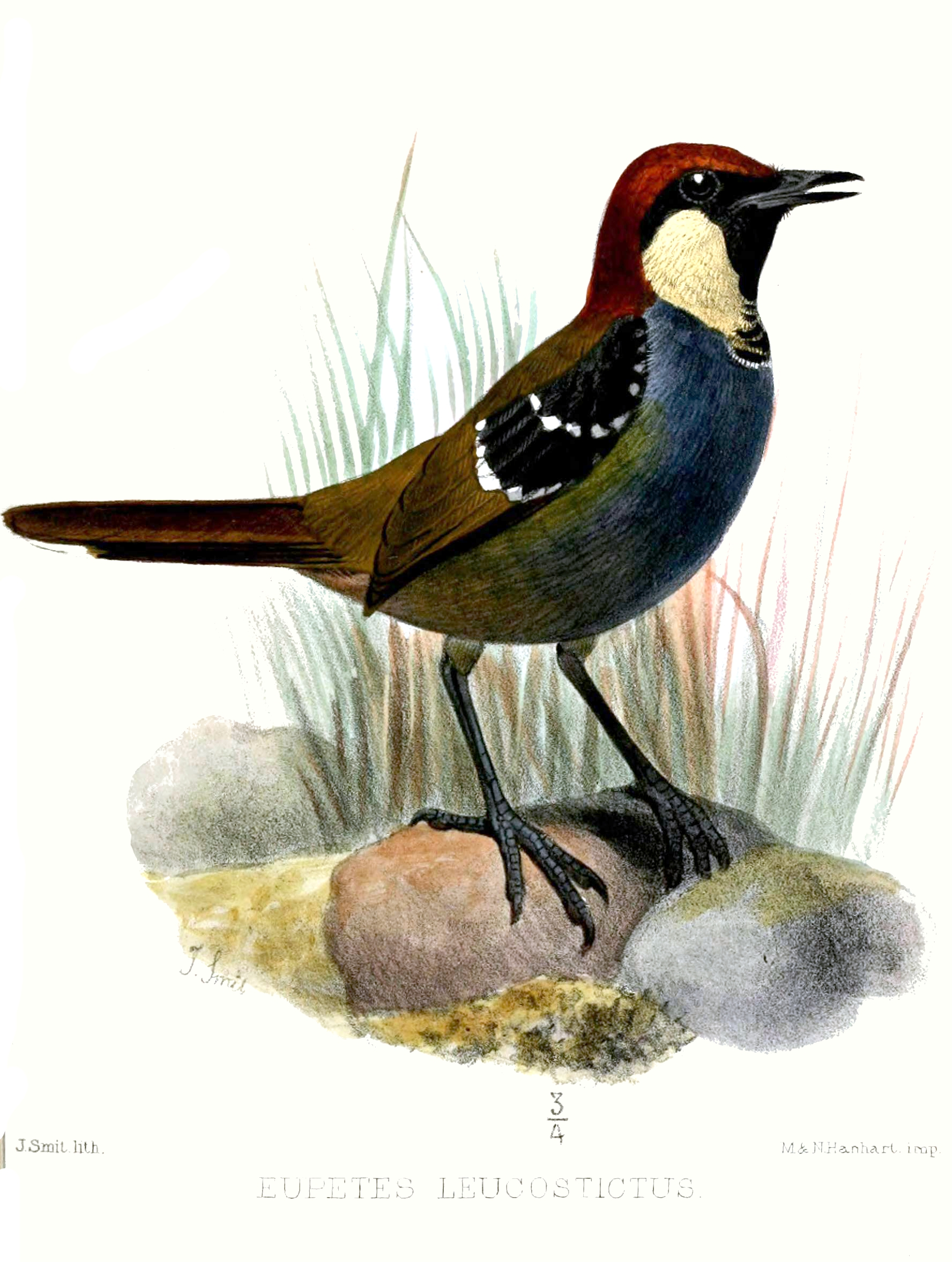
Bergwaldflöter (Ptilorrhoa leucosticta)

Die Drosselflöter (Cinclosomatidae) sind eine Singvogelfamilie, die in Australien und Neuguinea sowie auf den Inseln Yapen, Batanta, Misool und Salawati heimisch sind. Sie umfasst die Gattung Ptilorrha mit vier Arten und die Gattung Cinclosoma mit acht Arten.

## Merkmale
Die Drosselflöter erreichen Körperlängen von 17 bis 28 cm. Das Gefieder wird bei den Cinclosoma-Arten von Erdtönen und bei Ptilorrhoa-Arten von Blautönen dominiert, mit einer kontrastierenden schwarz-weißen und grauen Musterung im Gesicht und oft auch an der Oberseite. Die kurzen Flügel sind gerundet. Der lange Schwanz ist abgestuft und gerundet. Die Unterschwanzdecken sind lang, insbesondere bei Cinclosoma. Der mittelgroße Körper ist länglich zylindrisch eiförmig. Der mittellange Schnabel ist gerade und dünn. Der Kopf ist klein, der Hals ist mittellang. Die Beine und die Füße sind kurz, dick bei Cinclosoma und dünner bei Ptilorrhoa. Die Männchen sind bei den meisten Arten deutlicher gemustert.

## Systematik

### Äußere Systematik
Die Drosselflöter sind Teil der Überfamilie Corvoidea innerhalb der Singvögel, wo sie in einen frühen Abschnitt der Auffächerung gehören Wie bei vielen Vögeln dieser Gruppe war es schwierig, die Verwandtschaftsverhältnisse in dieser Familie zu bestimmen. Die Studien mit der breitesten taxonomischen Stichprobe von Corvoidea legen eine Schwesterbeziehung der Drosselflöter mit den Familien Paramythiidae (Beerenfresser) und Psophodidae (Australflöter) oder mit dem Meisendickkopf (Falcunculidae) nahe.

### Innere Systematik
Es werden folgende Gattungen und Arten unterschieden:
- Ptilorrhoa
  - Bergwaldflöter (Ptilorrhoa leucosticta)
  - Blauflöter (Ptilorrhoa caerulescens)
  - Braunnackenflöter (Ptilorrhoa geislerorum)
  - Buntflöter (Ptilorrhoa castanonota)

- Cinclosoma
  - Fleckenflöter (Cinclosoma punctatum)
  - Kastanienmantelflöter (Cinclosoma castanotum)
  - Kupfermantelflöter (Cinclosoma clarum)
  - Zimtflöter (Cinclosoma cinnamomeum)
  - Nullarborflöter (Cinclosoma alisteri)
  - Kastanienbrustflöter (Cinclosoma castaneothorax)
  - Rötelflankenflöter (Cinclosoma marginatum)
  - Ajaxflöter (Cinclosoma ajax)

## Lebensraum
Die Cinclosoma-Arten bewohnen hauptsächlich trockene Wälder, trockenes Buschland und offene, trockene Ebenen. Die Ptilorrhoa-Arten hingegen bevorzugen dichte, feuchte Wälder in Neuguinea, die vom Tiefland bis weit in die Berge reichen.

## Nahrungsverhalten
Drosselflöter ernähren sich hauptsächlich von kleinen Wirbellosen und Samen. Sie bewegen sich langsam, indem sie Blätter umdrehen und mit ihren Schnäbeln in der Erde graben. Große Insekten werden mit einem Fuß niedergehalten, während sie auseinandergerissen werden.

## Fortpflanzungsverhalten
Über die Fortpflanzungsbiologie der Drosselflöter ist wenig bekannt, und die Ptilorrhoa-Arten sind die am wenigsten studierte Gruppe. Die Cinclosoma-Arten sind monogam mit Biparentalpflege, wahrscheinlich mit kooperativer Brutunterstützung. Sie errichten einfache, lockere Napfnester auf dem Boden aus Gräsern, Zweigen und Rinde. Die Ptilorrhoa-Arten verwenden in ihren feuchteren Lebensräumen Palmwedel und andere Dschungelvegetation in ihren Nestern.
Die Weibchen legen gewöhnlich ein bis drei Eier, wobei zwei Eier für die meisten Arten typisch sind. Das Weibchen errichtet das Nest und bebrütet in den meisten Fällen die Eier allein, obwohl bei einigen Arten auch das Männchen bei der Inkubation mitwirkt. Die Brutzeit beträgt etwa 14 Tage, und die Küken verlassen das Nest nach etwa zwei Wochen. Sowohl das Männchen als auch das Weibchen füttern die Küken, aber es ist offenbar nichts über die elterliche Pflege nach der Geburt bekannt.

## Status
Die Arten der Drosselflöter werden von der IUCN als ungefährdet betrachtet. Eine Unterart, der Mount-Lofty-Fleckenflöter (Cinclosoma punctatum anachoreta), wurde seit 1984 nicht mehr gesichtet und gilt als möglicherweise ausgestorben.